# رقمة عديمة الساق
الرقمة عديمة الساق (باللاتينية: Erodium acaule) نوع نباتي يتبع جنس الرقمة من الفصيلة الغرنوقية.

## الموئل والانتشار
موطنها بلاد الشام والمغرب العربي وبعض مناطق حوض البحر الأبيض المتوسط وبعض مناطق أوروبا.

## مرادفات للاسم العلمي
- (باللاتينية: Geranium acaule L.)
- (باللاتينية: Erodium masguindalii Pau)
- (باللاتينية: Erodium romanum (Burm. f.) L'Hér.)
- (باللاتينية: Erodium cicutarium subsp. romanum (Burm. f.) Briq.)